# Qualificazioni al campionato mondiale di calcio 1978 - CONMEBOL
Sono elencate di seguito le date e i risultati della zona sudamericana (CONMEBOL) per le qualificazioni al mondiale di calcio del 1978.

## Formula
10 membri FIFA: 3,5 posti per la fase finale. L'Argentina è qualificata alla fase finale come paese ospitante. Rimangono 9 quadre per 2,5 posti disponibili. Le qualificazioni si dividono in due fasi:
- Prima Fase: 9 squadre, divise in 3 gruppi, giocano partite di andata e ritorno. La vincente di ciascun gruppo si qualifica alla Seconda Fase.
- Seconda Fase: 3 squadre, giocano partite di sola andata in Colombia. La prima e la seconda classificata si qualificano alla fase finale, la terza classificata si qualifica allo Spareggio UEFA-CONMEBOL con la peggiore vincitrice dei gruppi della UEFA.

## Prima Fase

### Gruppo 1

#### Classifica
| Pos. | Squadra  | Pt | G | V | N | P | GF | GS | DR |
| ---- | -------- | -- | - | - | - | - | -- | -- | -- |
| 1.   | Brasile  | 6  | 4 | 2 | 2 | 0 | 8  | 1  | +7 |
| 2.   | Paraguay | 4  | 4 | 1 | 2 | 1 | 3  | 3  | 0  |
| 3.   | Colombia | 2  | 4 | 0 | 2 | 2 | 1  | 8  | -7 |

Legenda:

         Qualificata alla Seconda Fase.
Note:
Due punti a vittoria, uno a pareggio, zero a sconfitta.
 Brasile qualificato alla Seconda Fase.

#### Risultati
| Bogotà 20 febbraio 1977 | Colombia | 0 – 0 referto | Brasile | Estadio Nemesio Camacho (55.439 spett.)\| Arbitro: \| Comesaña \| |
| Arbitro:                | Comesaña |               |         |                                                                   |

| Arbitro: | Orozco |

|  |           |                  |
|  | Marcatori | 26’ Jara Saguier |

| Arbitro: | Cerullo |

|                  |           |              |
| Jara Saguier 90’ | Marcatori | 58’ Vilarete |

| Arbitro: | Coerezza |

|                                                                       |           |  |
| Roberto Dinamite 15’ 31’ Zico 25’ Marinho Chagas 41’ 55’ Rivelino 85’ | Marcatori |  |

| Arbitro: | Pestarino |

|  |           |                    |
|  | Marcatori | 59’ (aut.) Insfrán |

| Arbitro: | Barreto |

|                            |           |          |
| Roberto Dinamite 6’ (rig.) | Marcatori | 54’ Báez |

### Gruppo 2

#### Classifica
| Pos. | Squadra   | Pt | G | V | N | P | GF | GS | DR |
| ---- | --------- | -- | - | - | - | - | -- | -- | -- |
| 1.   | Bolivia   | 7  | 4 | 3 | 1 | 0 | 8  | 3  | +5 |
| 2.   | Uruguay   | 4  | 4 | 1 | 2 | 1 | 5  | 4  | +1 |
| 3.   | Venezuela | 1  | 4 | 0 | 1 | 3 | 2  | 8  | -6 |

Legenda:

         Qualificata alla Seconda Fase.
Note:
Due punti a vittoria, uno a pareggio, zero a sconfitta.
 Bolivia qualificata alla Seconda Fase.

#### Risultati
| Arbitro: | Velásquez |

|            |           |             |
| Flores 88’ | Marcatori | 5’ Oliveira |

| Arbitro: | Arppi Filho |

|             |           |  |
| Jiménez 48’ | Marcatori |  |

| Arbitro: | Cavanna |

|             |           |                                  |
| Iriarte 86’ | Marcatori | 5’ Messa 76’ Jiménez 80’ Aguilar |

| Arbitro: | Pérez Núñez |

|                          |           |  |
| Jiménez 17’ Aragonés 53’ | Marcatori |  |

| Arbitro: | Marques |

|                 |           |  |
| Pizzani 11’ 83’ | Marcatori |  |

| Arbitro: | Iturrhalde |

|                  |           |                  |
| Pereyra 23’, 49’ | Marcatori | 25’, 59’ Aguilar |

### Gruppo 3

#### Classifica
| Pos. | Squadra | Pt | G | V | N | P | GF | GS | DR |
| ---- | ------- | -- | - | - | - | - | -- | -- | -- |
| 1.   | Perù    | 6  | 4 | 2 | 2 | 0 | 8  | 2  | +6 |
| 2.   | Cile    | 5  | 4 | 2 | 1 | 1 | 5  | 3  | +2 |
| 3.   | Ecuador | 1  | 4 | 0 | 1 | 3 | 1  | 9  | -8 |

Legenda:

         Qualificata alla Seconda Fase.
Note:
Due punti a vittoria, uno a pareggio, zero a sconfitta.
 Perù qualificato alla Seconda Fase.

#### Risultati
| Arbitro: | Röhrig |

|                |           |             |
| Paz y Miño 81’ | Marcatori | 43’ Oblitas |

| Arbitro: | Romero |

|  |           |            |
|  | Marcatori | 33’ Gamboa |

| Arbitro: | Neto |

|             |           |             |
| Ahumada 42’ | Marcatori | 70’ Muñante |

| Arbitro: | Barrancos |

|                                         |           |  |
| Velásquez 19’ Oblitas 48’ 50’ Luces 63’ | Marcatori |  |

| Arbitro: | Llobregat |

|                             |           |  |
| Figueroa 29’ 55’ Castro 40’ | Marcatori |  |

| Arbitro: | Coelho |

|                       |           |  |
| Sotil 49’ Oblitas 54’ | Marcatori |  |

## Seconda Fase

### Classifica
| Pos. | Squadra | Pt | G | V | N | P | GF | GS | DR  |
| ---- | ------- | -- | - | - | - | - | -- | -- | --- |
| 1.   | Brasile | 4  | 2 | 2 | 0 | 0 | 9  | 0  | +9  |
| 2.   | Perù    | 2  | 2 | 1 | 0 | 1 | 5  | 1  | +4  |
| 3.   | Bolivia | 0  | 2 | 0 | 0 | 2 | 0  | 13 | -13 |

Legenda:

         Qualificato alla fase finale del campionato del mondo 1978.
         Qualificata al play-off interzona 1978 contro una squadra della federazione dell'Europa (UEFA).
Note:
Due punti a vittoria, uno a pareggio, zero a sconfitta.
 Brasile e  Perù qualificati alla fase finale.
 Bolivia qualificata allo Spareggio UEFA-CONMEBOL.

### Risultati
| Arbitro: | Comesaña |

|         |           |  |
| Gil 53’ | Marcatori |  |

| Arbitro: | Cavanna |

|                                                                                        |           |  |
| Zico 5’ 10’ 27’ (rig.) 60’ Roberto Dinamite 22’ Gil 54’ Toninho Cerezo 70’ Marcelo 89’ | Marcatori |  |

| Arbitro: | Barreto |

|                                              |           |  |
| Cubillas 31’ 44’ Velásquez 65’ 89’ Rojas 74’ | Marcatori |  |

## Statistiche

### Primati
- Maggior numero di vittorie: Brasile (4)
- Minor numero di sconfitte: Brasile (0)
- Miglior attacco: Brasile (17 reti fatte)
- Miglior difesa: Brasile (1 rete subita)
- Miglior differenza reti: Brasile (+16)
- Maggior numero di pareggi: Brasile, Colombia, Paraguay, Perù, Uruguay (2)
- Minor numero di vittorie: Colombia, Ecuador, Venezuela (0)
- Maggior numero di sconfitte: Ecuador, Venezuela (3)
- Peggiore attacco: Colombia, Ecuador (1 rete fatta)
- Peggior difesa: Bolivia (16 reti subite)
- Peggior differenza reti: Bolivia, Ecuador (-8)
- Partita con più reti: Brasile-Bolivia 8-0

### Classifica marcatori
5 gol
- Zico

4 gol
- Roberto Dinamite
- Juan Carlos Oblitas

3 gol
- Miguel Aguilar
- Porfírio Jiménez
- José Velásquez

2 gol
- Gil
- Marinho Chagas
- Elías Figueroa
- Carlos Jara Saguier
- Teófilo Cubillas
- Darío Pereyra
- Nitder Pizzani

1 gol
- Carlos Aragonés
- Ovidio Messa

1 gol (cont.)
- Marcelo
- Rivelino
- Toninho Cerezo
- Sergio Ahumada
- Osvaldo Castro
- Miguel Ángel Gamboa
- Eduardo Vilarete
- Fabián Paz y Miño
- Carlos Báez
- Alejandro Luces
- Juan José Muñante
- Percy Rojas
- Hugo Sotil
- Washington Oliveira
- Vicente Flores
- Rafael Iriarte

Autogol
- José Domingo Insfrán (pro Brasile)